# Азарт любви
«Азарт любви» (хинди जोश, Josh) — индийский криминальный фильм, снятый режиссёром Мансуром Ханом и вышедший в прокат 9 июня 2000 года. Главные роли исполнили Шахрух Хан, Айшвария Рай, Чандрачур Сингх и Шарад Капур. Прия Гилл и Вивек Васвани сыграли второстепенные роли. Фильм является ремейком мюзикла «Вестсайдская история» (1961). Фильм собрал среднюю кассу.

## Сюжет
В провинциальном городе Васко (штат Гоа) соперничают две молодежные группировки «Орлы» и «Скорпионы». У каждой из них свои границы и правила по отношению друг другу. Во главе «Орлов» стоит Макс Диаз, обаятельный хулиган, любящий и заботящийся о своей сестре-двойняшке Ширли. Глава «Скорпионов» Пракаш Шарма жестокий, своевольный бандит, который не остановится ни перед чем, готовый пойти даже на убийство, ради достижения своих целей.
Однажды из Бомбея приезжает младший брат Пракаша, Рахул. Он с первого взгляда влюбляется в Ширли. Она отвечает ему взаимностью. Поскольку их братья заклятые враги, молодые вынуждены встречаться тайком. Вскоре очередная разборка Макса и Пракаша приводит к трагическим последствиям…

## В ролях
- Шахрух Хан — Макс Диаз
- Айшвария Рай — Ширли Диаз
- Чандрачур Сингх — Рахул Шарма
- Шарад Капур — Пракаш Шарма
- Прия Гилл — Розанна
- Вивек Васвани — Савио
- Шарат Саксена — инспектор
- Шраддха Нигам — подружка Пракаша

## Саундтрек
Вся музыка написана Ану Маликом.
| №  | Название                             | Исполнители                                          | Длительность |
| -- | ------------------------------------ | ---------------------------------------------------- | ------------ |
| 1. | «Apun Bola»                          | Хема Сардесаи, Шахрух Хан                            | 4:25         |
| 2. | «Hai Mera Dil»                       | Удит Нараян, Алка Ягник                              | 4:08         |
| 3. | «Hum To Dil Se Haare»                | Удит Нараян, Алка Ягник                              | 5:06         |
| 4. | «Mere Khayalon Ki Malika»            | Абхиджит Бхаттачарья                                 | 4:50         |
| 5. | «Zinda Hain Hum To»                  | Абхиджит Бхаттачарья, Джолли Мукерджи, Хема Сардесаи | 4:44         |
| 6. | «Sailaru Sailare»                    | Удит Нараян                                          | 5:25         |
| 7. | «Hai Mera Dil» (Instrumental)        | без вокала                                           | 4:08         |
| 8. | «Hum To Dil Se Haare» (Instrumental) | без вокала                                           | 5:07         |

## Критика
Критик Таран Адарш из Bollywood Hungama написал в своём отзыве: «В целом, „Азарт любви“ хорошо сделанный фильм с великолепной игрой актёров и ударным музыкальным сопровождением. Но атмосфера Гоа будет ограничивать его перспективы в некоторых штатах из-за отсутствия идентификации. Кроме того, средняя вторая половина и слабая кульминация являются основными недостатками».

## Награды и номинации
- номинация Filmfare Award за лучший фильм[3]
- номинация Filmfare Award за лучшую режиссуру — Мансур Хан[3]
- номинация Filmfare Award за лучшее исполнение отрицательной роли — Шарад Капур[3]

## Интересные факты
- Роль Пракаша изначально предлагали Аамиру Хану, но он отказался, посчитав эту роль небольшой по сравнению с ролем Макса.
- В фильме Шахруху Хану пришлось носить линзы голубого цвета, чтобы было братское сходство с актрисой Айшварией Рай.
- Салман Хан отказался от роли Макса.
- Шахрух Хан сам исполнил песню «Apun Bola».
- Первой кандидатурой на роль Ширли была Каджол.